# Hiromi Saotome
Hiromi Saotome (jap. 早乙女 宏美, Saotome Hiromi; * 20. Juni 1963) ist eine japanische Schauspielerin, Pornodarstellerin, BDSM-Model und Schriftstellerin. 

## Karriere
Als Schauspielerin debütierte Hiromi Saotome 1984 in dem Film Rope Sisters: Strange Fruit von Takashi Ishii, der bei Nikkatsu in der Roman-Porno-Reihe (romantische Pornografie) erschien. 1986 spielte sie in S&M Hunter, der später auch in den USA und in Deutschland gezeigt wurde, mit. Regie bei diesem Film führte Shūji Kataoka, mit dem sie auch in weiteren Filmen zusammenarbeitete. Außerdem spielte sie in mehreren Harakiri-Filmen mit, in denen ein fingierter ritueller Selbstmord gezeigt wird. 
Auch als Bondage- und BDSM-Model ist Hiromi Saotome bekannt. Sie war regelmäßige Bühnenpartnerin von Eikichi Osada und ist in dem Dokumentarfilm Bakushi von 2007 zu sehen.
Sie hat drei Bücher veröffentlicht und schreibt Artikel für Zeitschriften wie S&M Sniper.